# Templo romano de Évora
El templo romano de Évora, también conocido como templo de Diana, en referencia a Diana, la diosa romana de la luna, la caza y la castidad, es un antiguo edificio situado en Évora, Portugal. El templo forma parte del Centro histórico de Évora, clasificado por la Unesco como Patrimonio de la Humanidad.  Es uno de los monumentos más famosos de Évora y un símbolo de la presencia romana en Portugal.

## Historia

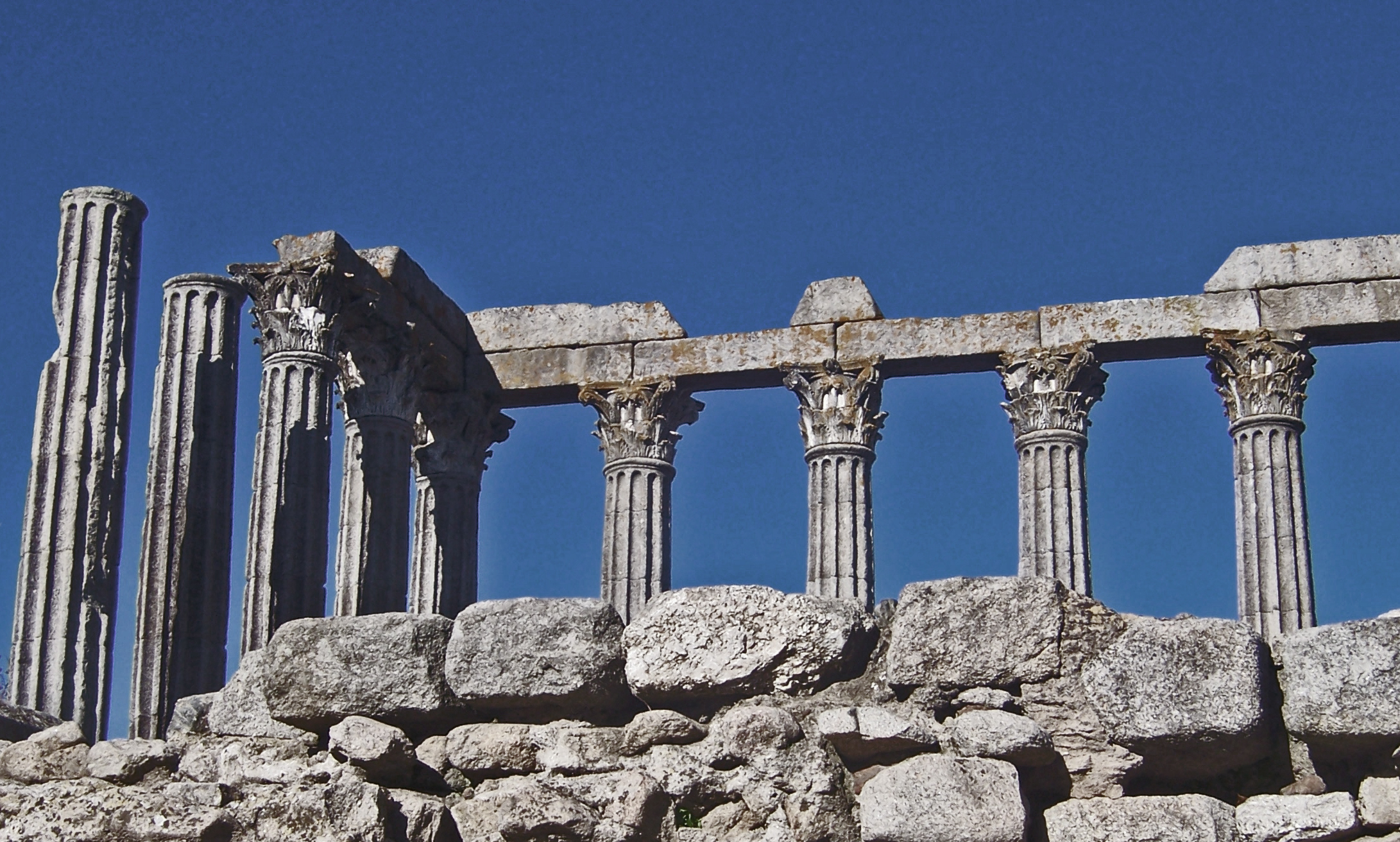
Templo romano de Évora.

Aunque el templo romano de Évora a menudo es llamado templo de Diana, no hay ninguna prueba arqueológica que asocie al templo con la divinidad romana. Esta asociación es únicamente fruto de una leyenda creada por un sacerdote portugués en el siglo XVII. En realidad, lo más probable es que el templo fuera construido en honor a César Augusto, que fue venerado como dios, durante y después de su gobierno. El templo fue construido en el siglo I a. C., en el foro de Évora (entonces llamada Liberalitas Iulia), y modificado en los siglos II y III. El templo fue destruido tras la invasión de Évora en el siglo V, durante las invasiones bárbaras. En la actualidad solo quedan vestigios del foro en una plaza abierta presidida por la catedral de Évora y el palacio de Don Manuel.
Durante la Edad Media los restos del templo fueron utilizados para la construcción del castillo de Évora. La base, columnas y arquitrabes del templo se mantenían incrustados en las paredes del edificio medieval, Desde el siglo XIV a 1836, el templo, convertido en torre, fue una carnicería. Este uso del templo lo preservó, y evitó su mayor deterioro. Durante el siglo XVI se representó el templo en el denominado fuero manuelino, en una época donde la tradición oral sugería que el templo estaba dedicado al célebre general Quinto Sertorio, leyenda que fue perpetuada por los paladines André de Resende y Mendes de Vasconcelos. En el siglo XVII comienzan las referencias al supuesto «templo de Diana», siendo el creador de la leyenda el sacerdote Manuel Fialho. La primera remodelación sobre el aspecto del templo fue realizada por James Murphy en 1789.
A comienzos del siglo XIX, la estructura aún conservaba las almenas piramidales típica de los monumentos mudéjares sobre la columnada. En 1836 cesó su actividad como carnicería. En 1840, Cuhna Rivara, director de la Biblioteca Pública de Évora, obtuvo permiso de la Inquisición portuguesa para disponer de los edificios anexos al monumento, que se encontraban incluidos en la fachada septentrional del templo. Estas estructuras se demolieron y se llevó a cabo la primera gran excavación arqueológica en Portugal. Los primeros resultados revelaron depósitos de un acueducto primitivo. La arquitectura de esta zona alcanzó su límite en 1863, cuando se destruyó parcialmente la techumbre; los depósitos excavados también se dañaron en grandes proporciones debido a la ampliación de la propia plaza principal. En 1869, Augusto Filipe Simões propuso la demolición urgente de las estructuras medievales, defendiendo la restauración de la fachada primitiva del templo romano. Tres años más tarde, bajo la dirección del arquitecto italiano Giuseppe Cinatti, finalmente se eliminaron los vestigios de las estructuras medievales y se comenzó un programa de restauración en línea con el romanticismo imperante de la época.
El 1 de junio de 1992, el Instituto Portugués del Patrimonio Arquitectónico se convirtió en el responsable de la conservación del monumento. Tras la publicación del 13 de septiembre de ese mismo año, se realizó una licitación pública para propuestas relativas al templo romano y el área circundante. Entre 1989 y 1994 se llevaron a cabo nuevas excavaciones en los alrededores del templo que fueron supervisadas por el arqueólogo alemán Theodor Hauschild.

## Descripción

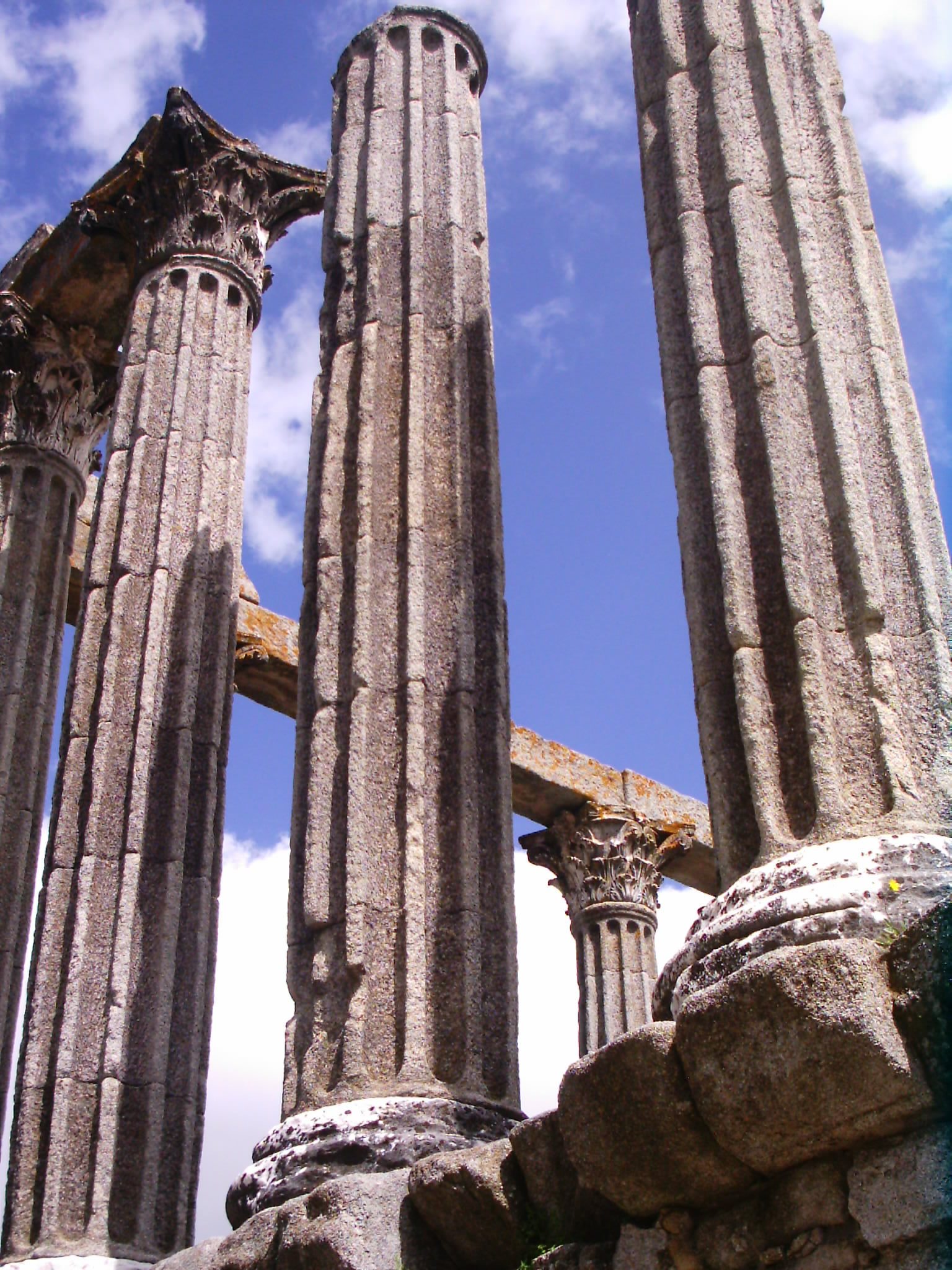
Columnas y capiteles corintios del templo.

La estructura original del templo era probablemente similar al de la Maison Carrée en Nîmes, Francia. El templo de Évora conserva completa su base (pódium), hecho de bloques regulares e irregulares de granito. La base es de forma rectangular y mide 15 m × 25 m × 3,5 m. En el sur de la base se encontraba una escalera ahora en ruinas.
El pórtico del templo, ahora desaparecido, era originariamente hexástilo, con seis columnas. La base, columnas y arquitrabes del templo se mantenían incrustados en las paredes del edificio medieval. Un total de catorce columnas de granito se mantienen en pie en el lado norte (parte posterior) de la base. Muchas de ellas todavía conservan sus capiteles de orden corintio sosteniendo el arquitrabe. Los capiteles y las bases de las columnas están hechas de mármol procedente de la cercana Estremoz. Mientras que, las columnas y el arquitrabe, están hechos de granito. Recientes excavaciones indican que el templo estaba rodeado de una cuenca hidrográfica.